# NGC 2183
NGC 2183 é uma nebulosa na direção da constelação de Monoceros. O objeto foi descoberto pelo astrônomo Heinrich d'Arrest em 1864, usando um telescópio refrator com abertura de 11 polegadas. 